# 共和汚職事件
共和汚職事件（きょうわおしょくじけん）とは、1991年に発覚した汚職事件。

## 概要
1991年に東京地検特捜部は大手商社「丸紅」と鉄骨加工メーカー「共和」（1990年11月倒産）による鉄骨資材の架空取引事件を摘発し、丸紅関係者や共和関係者らを逮捕。詐欺罪などで逮捕した共和の副社長の供述や押収資料の中から巨額の使途不明金があり、捜査過程において元北海道開発庁長官の阿部文男との密接な関係が浮かび上がった。
1992年1月13日に9000万円の供与を受けた受託収賄罪の疑いで東京地検特捜部が阿部を逮捕。
共和から政界には阿部の他に5億円近くが流れていた。共和との関係を指摘された政治家は10人近くにも及び、阿部の所属派閥である宏池会（宮沢派）の議員が多く、塩崎潤が証人喚問をされ、鈴木善幸元首相が参考人招致をされた。鈴木は参考人招致で、「カネはヤミ献金ではなく、善意の保管者として預かった」と発言、物議をかもした。
共和元副社長には詐欺罪と贈賄罪で懲役5年6ヶ月の有罪判決が言い渡された。
2000年3月、阿部に対して懲役3年、追徴金9000万円の実刑が確定した（病気入院していたため刑の執行が停止され、収監はされなかった）。